# Алейна Тилки
Алейна Тилки (на турски: Aleyna Tilki) е турска поп певица. През август 2016 г. става популярна с песента „Cevapsız Çınlama“ в Турция.

## Биография
Алейна Тилки е родена на 28 март 2000 г. в гр. Коня. Първото и широко публично изявление е в платформата „Турция търси талант“. През август 2016 г. създава първия си сингъл „Cevapsız Çınlama“, имащ 558 милиона гледания в YouTube към 9 септември 2023 г.
През юли 2017 г. пуска следващия соло сингъл „Sen Olsan Bari“ и става номер едно в листата на MusicTopTR. Песента има над 502 млн. гледания в YouTube към 9 септември 2023 г.

## Дискография

### Сингли
- „Cevapsız Çınlama“ (2016)
- „Sen Olsan Bari“ (2017) – #1 в Турция
- „Yalnız Çiçek“ (2018)
- „Dipsiz Kuyum“ (2018)
- „Sevmek Yok“ (2018)
- „Nasılsın Aşkta“ (2019)
- „Yalan“ (2020)
- „Bu Benim Masalım“ (2020)
- „Retrograde“ (2021)
- „Sır“ (2021)
- „Nehir“ (2021)
- „Trol“ (с участието на Ayça Tilki) (2021)
- „Kabus“ (2021)
- „Real Love“ (с участието на Dillon Francis) (2021)
- „Retrograde (Galantis Remix)“	(2021)
- „Retrograde (Vintage Culture Remix)“ (2021)
- „Take It or Leave It“	(2022)
- „Aşk Ateşi“ (2022)
- „Tanırım İntiharı“ (2022)
- „Sen Affetsen Ben Affetmem (cover)“ (с участието на Taksim Trio) (2022)
- „Diamonds“ (с участието на Jubël) (2022)
- „Real Love (Valentino Khan Remix)“ (2022)
- „Real Love (Shelco Garcia & Teenwolf Remix)“ (2022)
- „Real Love (Sak Noel & Salvi & Franklin Dam Remix)“ (2022)
- „Başıma Belasın“ (2023)
- „Yaz Yaz Yaz (cover)“	(с участието на Mor ve Ötesi) (2023)
- „Ayrı Gitme" (cover)“	(с участието на Serdar Ortaç) (2023)

## Филмография
- „Турция търси талант“ (2014)

|  | Тази страница частично или изцяло представлява превод на страницата Aleyna Tilki в Уикипедия на английски. Оригиналният текст, както и този превод, са защитени от Лиценза „Криейтив Комънс – Признание – Споделяне на споделеното“, а за съдържание, създадено преди юни 2009 година – от Лиценза за свободна документация на ГНУ. Прегледайте историята на редакциите на оригиналната страница, както и на преводната страница, за да видите списъка на съавторите. ВАЖНО: Този шаблон се отнася единствено до авторските права върху съдържанието на статията. Добавянето му не отменя изискването да се посочват конкретни източници на твърденията, които да бъдат благонадеждни. |